# Rügen
Rügen eller Rygen (latin: Rugia) er Tysklands største ø og ligger i Østersøen ud for Stralsund. Den hører under delstaten Mecklenburg-Vorpommern.
Sammen med nogle mindre øer udgør den Landkreis Vorpommern-Rügen med Bergen auf Rügen som kredshovedstad. Øens længde er 52 km og bredden 41 km. Den har et areal på 926 km² og består af større landområder sammenbundet med meget smalle sandstriber, som skiller lagunerne Nordrügener Bodden og Westrügener Bodden fra Østersøen.
Øen er forbundet med fastlandet via øen Dänholm med Strelasundforbindelsen. I august 2004 indledtes bygning af en ny højbro, som skulle sikre bedre forhold for den kørende trafik til og fra øen. Broen blev officielt indviet den 20. oktober 2007 af forbundskansleren. Broen er sammenlagt over 4 kilometer lang og var ved sin indvielse Tysklands længste. Broens pylon er ligeledes det højeste bygningsværk i Stralsund.
Sundet som adskiller Rügen fra fastlandet kaldes Strelasund, og dæmningen, som bærer vej og jernbane over sundet, kaldes Rügendamm.
Øen var i middelalderen et af hjemstederne for venderne, som ofte plyndrede de danske kyster, indtil danskerne med Valdemar 1. den Store og biskop Absalon i spidsen i 1169 erobrede borgen Arkona og styrtede deres gud Svantevit. Øen har tidligere været både under dansk og svensk styre.

## Natur og geografi
Havet sønderdeler øen i en mængde bugte og vige. Mod nord findes store kridtklinter, som i høj grad minder om Møns Klint. Mod vest ligger et lavtvandsområde, som skaber forbindelse til øen Hiddensee. Landskabet består af isrand afsætninger og endemoræner, som er blevet delvist oversvømmet med havhævningen efter Sidste istid. Enkelte af halvøerne består af kridtsten – sammen med den danske ø Møn indgik også Rügen i et stort kalkstensplateau – men i eftertiden har erosionen nedslidt de fleste af kridtklipperne, som i dag ikke overstiger 118 meter. Morænelandskabet er frugtbart, og de store mængder af morænegrus og sand gør strandområderne eftertragtede.
Rügen har tre nationalparker: Jasmund nationalpark (3.003 ha) som omfatter 0,3 km² med kridtklipper, og den Vestpommerske Bodden nationalpark (80.500 ha) som omfatter 805 km² af Bodden -lagunerne om de omkringliggende strandzoner. På Rügen starter også den 2 500 km naturskønne vejstrækning Deutsche Alleenstraße, som går mod syd i flere forgreninger helt til Baden-Württemberg i Sydtyskland.
De vigtigste byer er Bergen og Sassnitz. Stralsund på fastlandet er den historiske «port» til Rügen. De mest kendte badesteder er Binz, Sellin, Göhren, Baabe og Thiessow.

## Trafik
Der går jernbane og hovedvej til Bergen og andre byer, mens øen Hiddensee i vest og Kap Arkona-området i nord er bilfrie.
I Güttin ved Bergen ligger øens eneste flyveplads – Rügen lufthavn direkte ved Bundesstraße 96. Den asfalterede startbane kan tage luftfartøjer på op til 5,7 tons. Om natten kan startbanen belyses.
Der er en helårlig færgeoverfart fra Sassnitz til Rønne på Bornholm med Molslinjens M/F Hammershus. Der er også færger Trelleborg, Klaipeda og Sankt Petersborg.

## Historie

### Stenalderen og germanerne
Der er dyssegrave fra stenalderen mange steder på Rügen, og ved indgangen til vor tidsalder regner man med, at stammen rugiere beboede områderne på øen og fastlandet. Under folkevandringstiden kan denne stamme have grundlagt et kongedømme længere mod syd i det nuværende Ungarn.

### Slaviske raner
En anden folkegruppe, venderne, grundlagde et rige i 600-tallet med befæstede borge og en stærk flåde og herskede her til 1168. De tilbad guden Svantevit og grundlagde religiøse helligdomme med regional, vestslavisk betydning.

### Besættelserne af Rügen og tiden indtil DDR
Valdemar den Store ødelagde under et korstog helligdommene i Arkona og erobrede Rügen i 1168, anført af hærfører og biskop Absalon af Roskilde og Lund, som gjorde venderne kristne. Det danske fyrstedømme Rügen grundlagde det første kloster i Bergen i 1193, og tyske indvandrere blev snart den dominerende befolkningsgruppe, som fortrængte de oprindelige, slaviske grupper. Stralsund blev grundlagt i 1234, og kirkens og byernes magt øgedes hurtigt.
Efter den sidste slaver-vasals død i 1325 kom Rügen under Hertugdømmet Pommern.
Fra 1627 til 1631 blev Rügen besat, plyndret og ødelagt af danskere, svenskere og af Wallensteins tropper.
Øen tilhørte Sverige som en del af Svensk Pommern mellem 1648 og 1815 som resultat af svenskernes sejre under trediveårskrigen. I korte perioder på maksimalt et år mistede svenskerne tre gange magten over Rügen til tyske kurfyrster eller Danmark:
Under den Skånske Krig erobrede en brandenburgsk-dansk hær i 1678 øen, der efter Freden i Saint-Germain (1679) i det følgende år igen kom under svensk herredømme.
I november 1715 kom Rügen igen under Den Store Nordiske Krig igen under allieret kontrol. Kort tid efter faldt Stralsund også og Karl 12. af Sverige trak sig slået tilbage til Sverige ; i den krig fandt udfor øen Søslaget ved Jasmund (1715).
Under den sjette koalitionskrig besatte Napoleon fra 1807 til 1813 øen. Ved Freden i Kiel af 14. januar 1814 gik øen først fra Sverige til Danmark og kom derefter gennem Wienerkongressen 1815 sammen med med Neuvorpommern til Preussen.
1818 kom Rügen under Regierungsbezirk Stralsund og dermed til den preussiske Provinz Pommern.
Med bygrundlæggelsen af Putbus opstod i 1810 det første havbad i Pommern. Senere blev der etableret flere havbade, særlig ved østkysten – blandt andre Binz, Baabe, Göhren, Sassnitz og Sellin.

### DDR
Efter den anden verdenskrig kom Rügen til Mecklenburg og til DDR. Efter 1952 blev øen en del af Bezirk Rostock.
Øen var centrum for DDR-regeringens berygtede "Auktion Rose" den 10. februar 1953, hvis formål var at nationalisere alle hoteller, taxi og servicefirmaer. Grunden skulle være et besøg af Walter Ulbricht på øen Rügen, hvor han havde ærgret sig over de mange endnu eksisterende hoteller og pensioner. Mange hotelejere blev uretfærdigt dømt og fængslet for økonomisk kriminalitet og spionage. De eksproprierede hoteller og pensioner skulle officielt overskrives til DDR-fagforeningerne. Men blev overtaget af "Die Kasernierte Volkspolizei", som var forgængeren for Nationale Volksarmee, som brugte hotellerne og pensionerne til indkvartering af soldaterne. På grund af DDR-statens overtagelse af turistvirksomhederne, gik turismen på Rügen næsten i stå. Først i 1970erne og 1980erne blev overnatningskapaciteten i større omfang udvidet.
I de følgende næsten fire årtier var øen en af de vigtigste ferieområder i DDR. 1963 havde fagforeningernes ferietjeneste 7519 pladser, det tyske rejsebureau 2906 pladser og virksomheder og organisationer 5025 pladser at råde over. Dertil kom 12.245 pladser i ferielejre for børn og 20.800 pladser for ferierende på campingpladserne. Teltpladserne befandt sig overvejene i nærheden af stranden. Først i 1970erne og 1980erne blev overnatningspladserne i et større omfang udvidet.
Det fremgår af en undersøgelse fra 1976 at havde Rügen 384 landsbyer. I 271 landsbyer med mindre end 100 indbyggere boede 13,7 % af øens samlede befolkning. 71 landsbyer havde en befolkning mellem 100 og 250 indbyggere, og 17 landsbyer mellem 250 og 500 indbyggere.

### Det forenede Tyskland
1990 blev Rügen en del af Mecklenburg-Vorpommern og dannede sammen naboøerne Hiddensee og Ummanz den Landkreis Rügen. Siden amtsområdereformerne i 2011 (Kreisgebietsreform Mecklenburg-Vorpommern 2011) er Rügen en del af Landkreis Vorpommern-Rügen.

## Turismen
Rügen er kendt som et meget besøgt ferie- og badeområde. Der er mange hoteller og private overnatningsmuligheder. De fleste gæster besøger Rügen fra april til oktober, men mange nyder også den mere rolige tid om vinteren. De vigtigste badesteder for bade- og kurturisme er Binz, Sellin, Göhren og Sassnitz. Rügens specielle natur- og kulturlandskab tiltrækker mange turister. Øen har hvert år omkring 5,89 millioner overnatninger.
Øen har omkring 60 km sandstrand. Der er mange klassicistiske badesteder og nationalparker på øen, kridtklipperne ved Stubbenkammer, små idylliske fiskerlejer og slotte og slotsparker.
Rügens natur- og kulturlandskab indbyder de besøgende til at udforske øen med bil, cykel eller med sejlskib.
- Arkona også kaldet Jaromars Borg, var vendernes borg på Rügen. Vest for Kap Arkona ses Königstreppe (Kongetrappen), med 230 trin opad den 42 meter høje klint. Ønsker man at besøge resterne af Arkona-fæstningen og kommer dertil i bil, skal bilen parkeres nogle kilometer væk. Man kan dernæst gå, cykle eller tage med det særlige såkaldte "Arkonatog" ud til Kap Arkona, der er kendetegnet ved tre fyrtårne. I 2008 blev det forbudt at gå ind på selve fæstningsområdet, da der er fare for nedstyrtning på grund af havets erosion.
- Nationalpark Jasmund er et naturreservat på halvøen Jasmund, nord for havnebyen Sassnitz. Området omfatter det bøgeskovbeklædte højdedrag Stubnitz og de store kalkklinter der rejser sig i op til 161 meters højde over Østersøen. Nationalparken meste markante punkt er den 118 meter høje kridtklint Königsstuhl, som i 2004 sammen med det nye besøgscentrum blev en del af nationalparken. Klintens platform ud for kystlinjen besøges årligt af ca. 300.000 mennesker. En anden kendt kalkprofil, Wissower Klinken, styrtede i havet den 24. februar 2005 under et tøbrud. Derved forsvandt ca. 50.000 kubikmeter kridt ud i Østersøen og kun en lille del af den oprindelige formation blev tilbage.
- Prora var et gigantisk feriekompleks, der i 1938 blev påbegyndt af nazisterne på østsiden af øen mellem Sassnitz og Binz, men det blev aldrig taget i brug før krigen satte en stopper for færdiggørelsen. Under DDR blev ferieanlægget nationaliseret under Aktion Rose den 10. februar 1953. 2011 begyndte man at renovere bygningerne og er i dag indrettet med fereielejligheder, vandrehjem, hotel og museum. I skoven ved siden af er der en klatrebane med tovbaner hængt op i træerne i op til 10 meters højde.
- Putbus blev grundlagt af Wilhelm Malte I., der i 1810 gjorde den til sin residensby. Det tidligere slot blev i 1962 ødelagt af DDR, men dets orangeri og stalde overlevede. Byens største plads er Circus, en rondelplads med parkanlæg i hvis midte en 19 meter høj obelisk er anbragt. Pladsen er omgivet af 16 klassicistiske bygninger. I tilknytning til pladsen ligger den store slotspark i engelsk stil med det tidligere slots orangeri, staldbygningen Marstall, opført omkring 1824 og et mausoleum i nygotik opført i 1867. Bymidten er omgivet af hvide palæer, som alle har opstammede roser ved facaderne, hvilket generelt er kendetegnet for byen.

- Rügensche Kleinbahn, der også kaldes for Rasender Roland, er en smalsporsbane, der stadig drives med historiske damplokomotiver. Banen forbinder byerne Putbus med Binz, Sellin, Baabe og Göhren. Der opretholdes regelmæssig drift på den 24,1 kilometer lange strækning med originale damplokomotiver og togvogne.
- Nationalpark Vorpommersche Boddenlandschaft er er beliggende ved kysten til Østersøen nordøst for Rostock og nord for Stralsund. Den består af adskillige øer, halvøer og vådområder i området omkring Rügen og Nordvorpommern. Nationalparken består af halvøen Darß, vestkysten af øen Rügen, øen Hiddensee, øen Ummanz, den nordlige del af Darß-Zingster Boddenkette, en række lavvandede vådområder og adskillige småøer i området. Nationalparken er karakteriseret af lavvandede vådområder, der huser en unik kystfauna. Alle områder i nationalparken er berømt som rasteplads for titusinder af gæs og traner.

- Sassnitz
- Binz
- Nationalpark Jasmund
- Rügen
- Caspar David Friedrich - Kridtklipper ved Jasmund

## Personligheder
- Ernst Moritz Arndt (1769–1860), var en tysk forfatter og politiker.
- Theodor Billroth (1829-(1894) var en tysk-født østrigsk læge og kirurg.